# Agarna pustulosa
Agarna pustulosa är en kräftdjursart som först beskrevs av Pillai 1954.  Agarna pustulosa ingår i släktet Agarna och familjen Cymothoidae. Inga underarter finns listade i Catalogue of Life.